# Kakaovník pravý
Kakaovník pravý (Theobroma cacao) je stálezelený strom z čeledi slézovitých (Malvaceae), kde je zařazen v podčeledi Byttnerioideae. Původem pochází z tropické oblasti Jižní Ameriky, kde byl pěstován pravděpodobně již v 5. století. V dnešní době se pěstuje v tropech celého světa, ovšem největšími producenty kakaa jsou Pobřeží slonoviny, Ghana, Indonésie, Ekvádor, Kamerun a Nigérie.

## Popis
Kakaovník pravý je stálezelený strom, který měří 5–8 m, má tlustý kmen s plstnatými větvemi. Listy jsou tmavě zelené, až 30 cm dlouhé, celokrajné a lesklé. Při rašení listů je jejich barva červená. Oboupohlavné květy, kde kalich je růžový a koruna bělavá, vyrůstají přímo na kmeni nebo na silných větvích, tato vlastnost se odborně nazývá kauliflorie neboli kmenokvětost. Květy mají deset tyčinek ve dvou kruzích. Kakaovník kvete ve dvou hlavních vlnách, ale květy se tvoří v menším množství po celý rok. Plod je až 30 cm dlouhá protáhlá bobule žluté, hnědavé až červené barvy. Povrch je jemně hrbolatý, rozdělený deseti podélnými brázdami. V různě tlustém perikarpu je obvykle pět komor a v každé z nich je 4–14 kulovitých až zploštělých semen, která jsou většinou obklopena bělavým míškem nakyslé chuti. Semena, tzv. kakaové boby, jsou asi 2 cm dlouhá. Kmen má průměr až 30 cm. Staré stromy mají kmen bílo-šedý a mladé stromy mají hnědavý kmen. Dřevo kakaovníku je žluté až červené. Strom se rozmnožuje převážně semeny.

## Rozdělení druhu
Tento druh se z pěstitelského a komerčního hlediska rozděluje do tří skupin.

### Forastero
Skupina, která je nejrozšířenější, představuje přes 90 % světové produkce. Plody jsou elipsoidní, žluté; perikarp tlustý, tvrdý; semena zploštělá, trpké chuti. Roste planě v celém povodí Amazonky.

### Criollo
Tato skupina má plody pouze na kmenu, žluté nebo červené, povrch s výraznými brázdami a špičkou; perikarp tenký a měkký; semena kulovitá, výborné kvality, na trh se dostávají zřídka. Pěstuje se ve Střední Americe, na pobřeží Venezuely, na Madagaskaru a v Indonésii.

### Trinitario
Skupina, která vznikla v oblasti dolního Orinoka, pravděpodobně křížením dvou předchozích skupin, odtud se rozšířila na další ostrovy Karibské oblasti. Plody mají velkou variabilitu tvarů a zbarvení i kvality semen.
V hlavních pěstitelských oblastech kakaovníku pravého se pěstují různí kříženci výše uvedených skupin.

## Využití

### Gastronomie
Semena se po uvolnění z bobulí fermentují, což trvá podle skupiny a podmínek 1–6 dní. Fermentace probíhá působením vysoké teploty a kyseliny octové. Dále se za trvalého promíchávání suší při teplotách 80–130 °C. Následně se melou na kakaovou hmotu, která je výchozí surovinou pro výrobu čokolády a lisuje se z ní tuk (kakaové máslo). Zbylá hmota po vylisování kakaového másla poskytuje kakaový prášek. Kakao obsahuje alkaloid theobromin, je příbuzný s kofeinem, má podobně povzbuzující účinky. Vylisovaný tuk (kakaové máslo) je za běžné teploty tuhý, nažloutlý, se specifickou chutí a vůní. Používá se při výrobě čokolády a čokoládových cukrovinek. Semena jsou ceněna i jako koření, jimiž se ochucují některé masité a rybí pokrmy.

### Jiné využití
Plody kakaovníku se využívají ve farmacii při výrobě čípků a v kosmetice.

## Zajímavosti
V Mexiku sloužily kakaové boby dříve jako platidlo a staly se základem mincovního systému. Začátkem 17. století se kakao a čokoláda objevily v Evropě. Ludvík XIV. zavedl tyto pochutiny i do střední Evropy a v 18. století vznikly v Evropě první továrny na výrobu čokolády. Stromy kvetou bohatě, ale na jedné rostlině dozraje přibližně jen 5 % všech plodů. Čerstvě sklizené plody obsahují průměrně 8,5 % bílkovin, 53 % tuku, 10 % sacharidů, 1–2 % theobrominu a 0,8 % kofeinu.
Pro původní indiánské obyvatelstvo kmene Bribri v Kostarice na jihozápadě země má kakaovník velice zvláštní význam. Podle legendy chtěl stvořitel země Sibu pomoci nešťastnému lidstvu a obětoval mu svou milovanou dceru Iririu, které dal podobu kakaovníku. Ten měl přinést lidem lásku, blaho, zdraví a jednotu. Bribriové od té doby nesmějí používat větve kakaovníku na zátop a nápoj z kakaových bobů mohou připravovat pouze ženy.

## Galerie

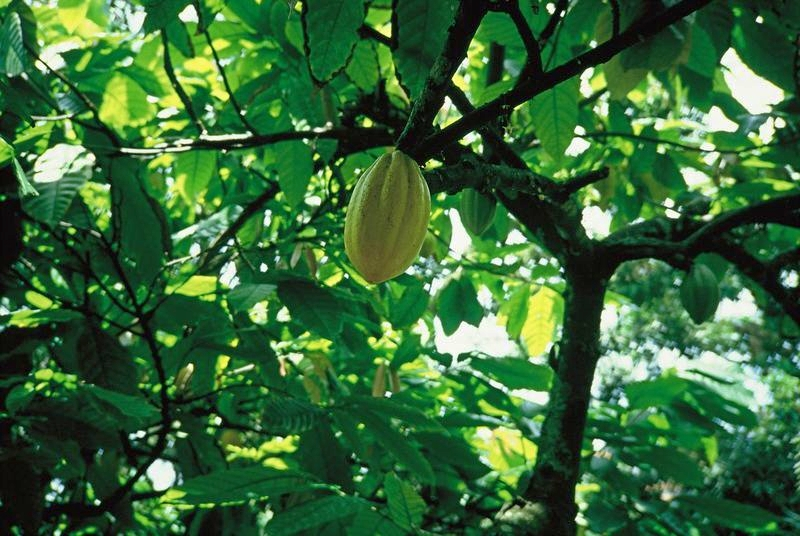
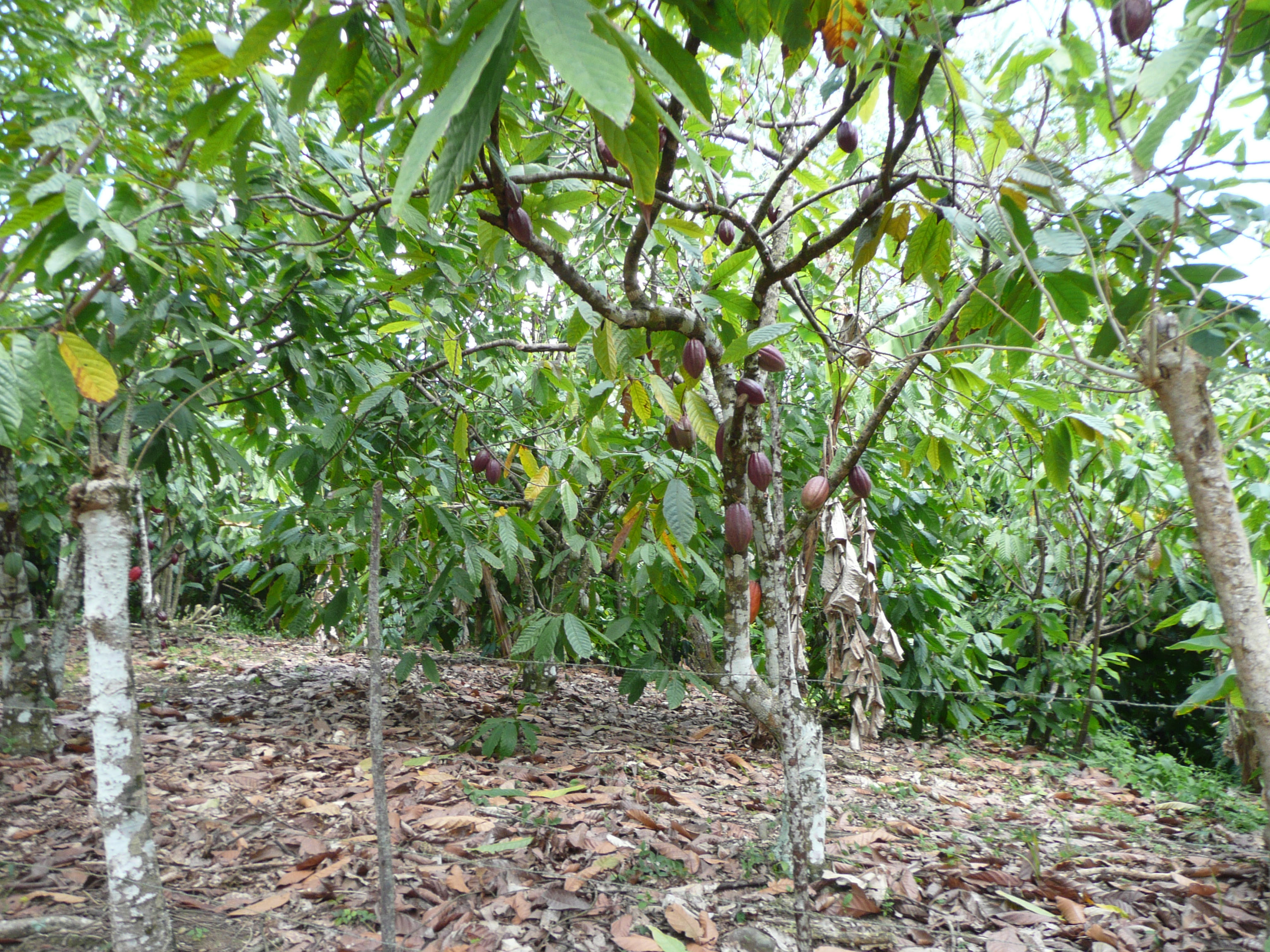
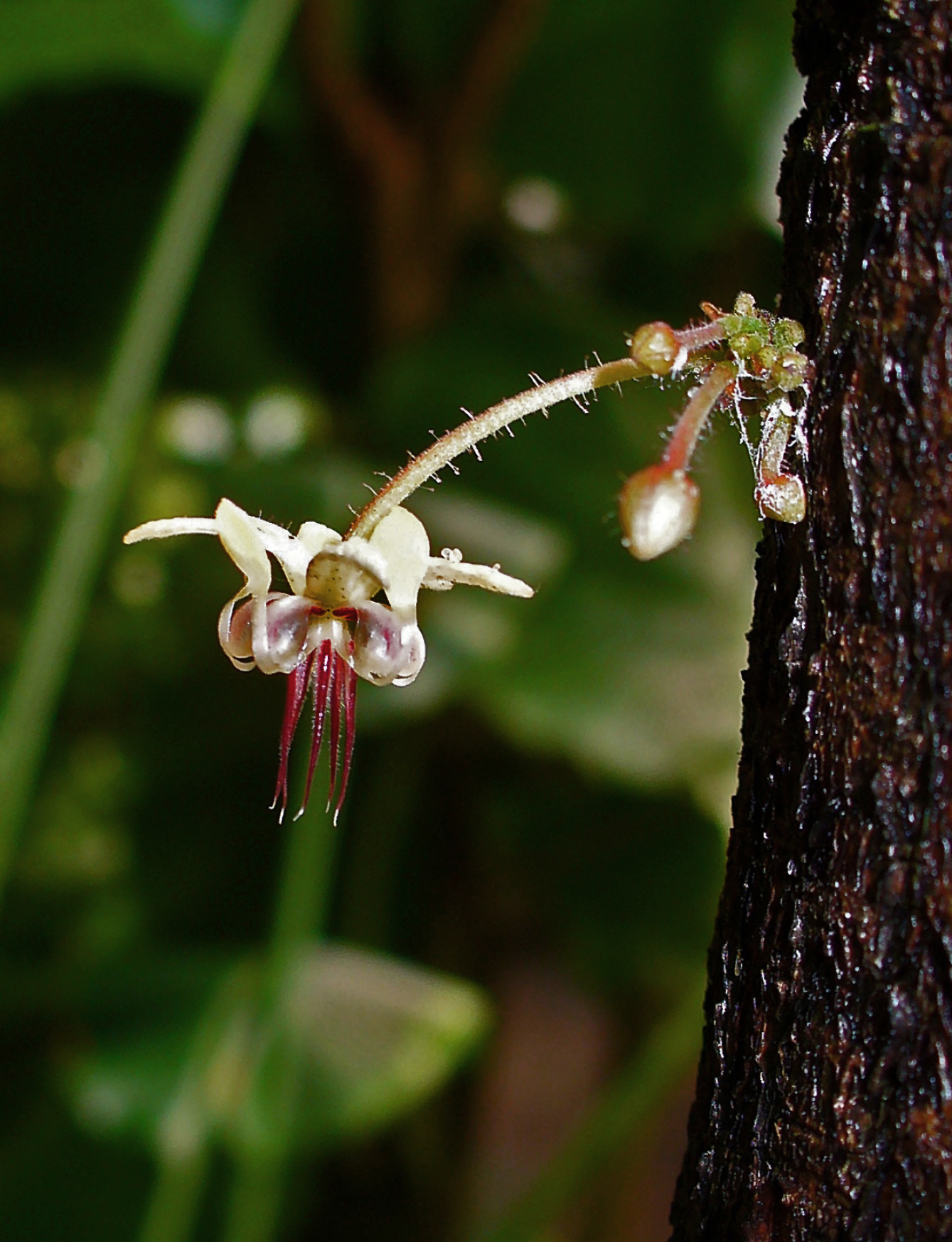
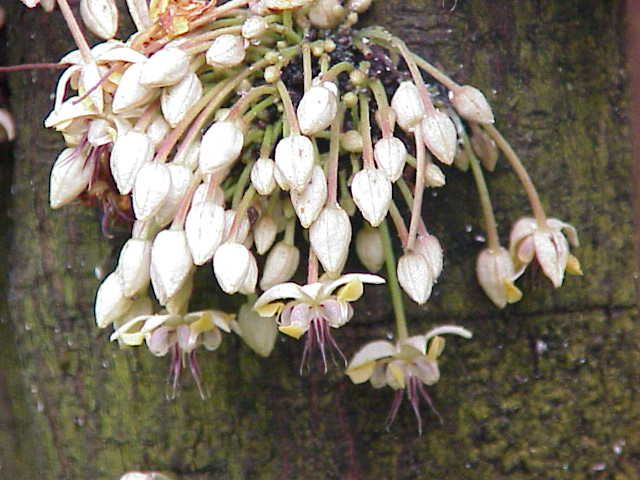
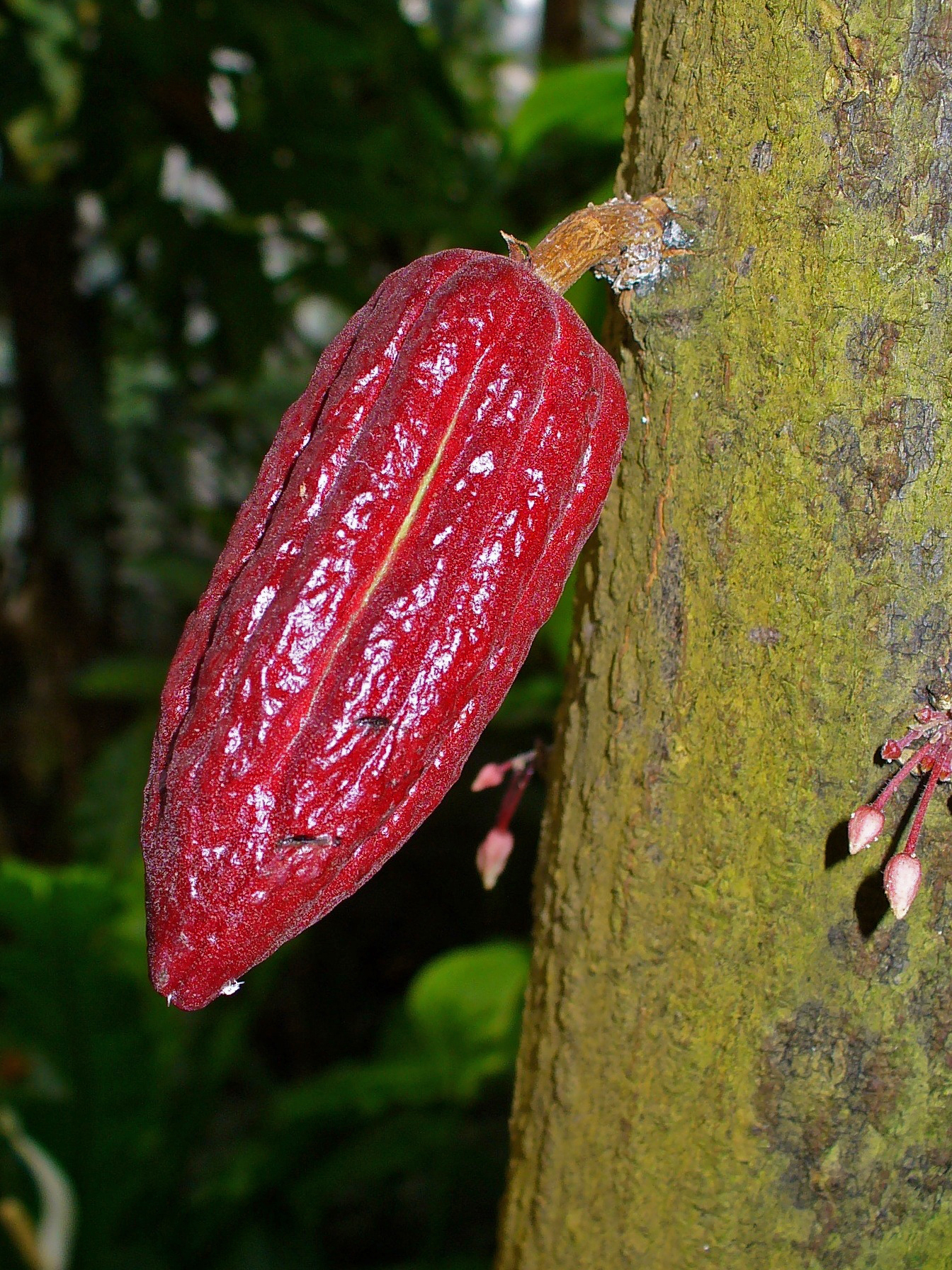
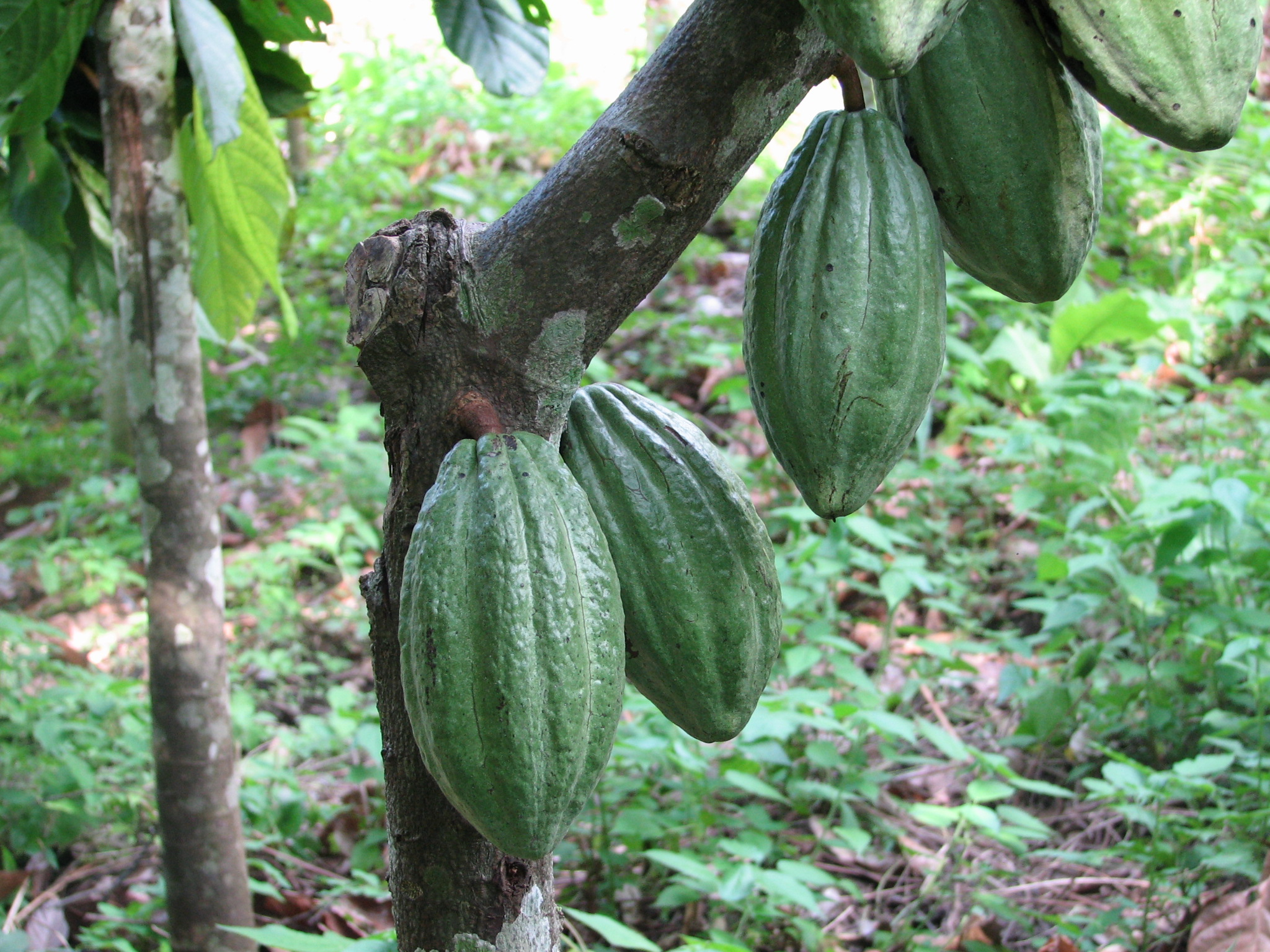
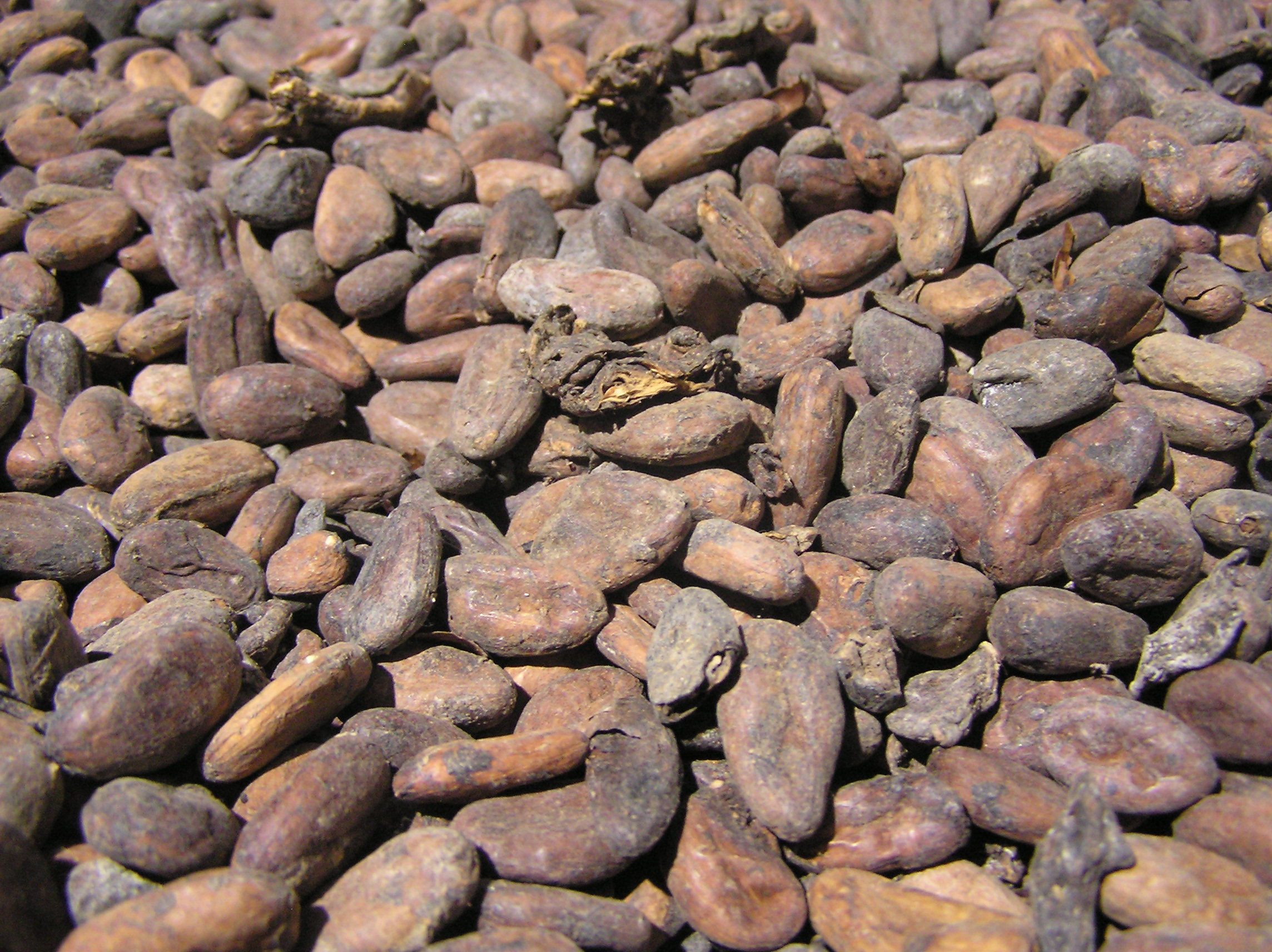
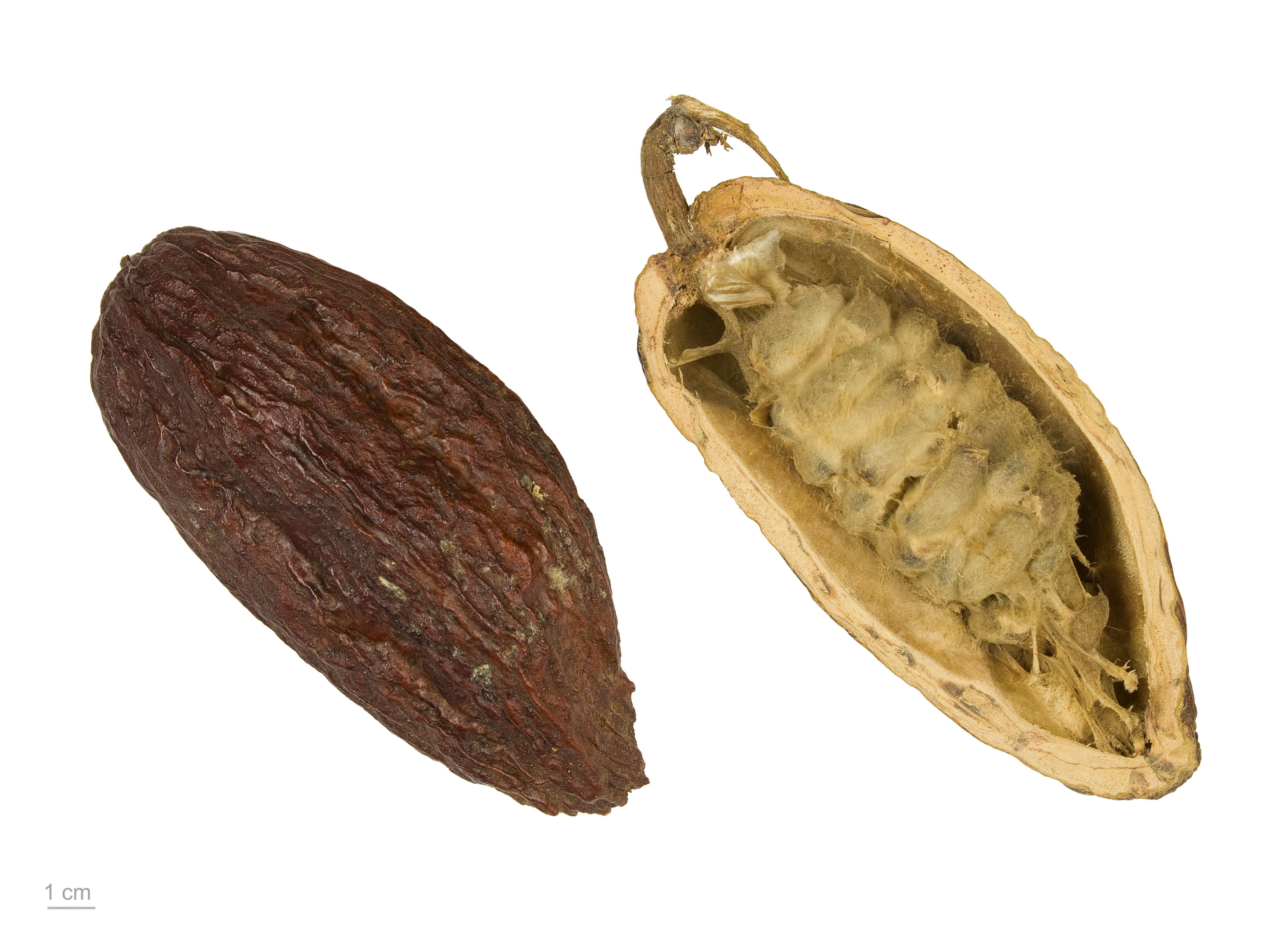
Theobroma cacao – Museum specimen